# Домарадз (гміна)
Гміна Домарадз (пол. Gmina Domaradz) — сільська гміна у східній Польщі. Належить до Березівського повіту Підкарпатського воєводства.
Станом на 31 грудня 2011 у гміні проживало 6164 особи.

## Територія
Згідно з даними за 2007 рік площа гміни становила 56.72 км², у тому числі:
- орні землі: 71.00%
- ліси: 20.00%

Таким чином, площа гміни становить 10.50% площі повіту.

## Села
Домарадз, Барич, Ґольцова

## Населення
Станом на 31 грудня 2011:
| Опис     | Загалом | Загалом | Чоловіки | Чоловіки | Жінки | Жінки |
| -------- | ------- | ------- | -------- | -------- | ----- | ----- |
| одиниця  | осіб    | %       | осіб     | %        | осіб  | %     |
| все      | 6164    | 100     | 3109     | 50.44    | 3055  | 49.56 |
| міське   | 0       | 100     | 0        |          | 0     |       |
| сільське | 6164    | 100     | 3109     | 50.44    | 3055  | 49.56 |

## Релігія
До виселення українців у 1945 році в СРСР та депортації в 1947 році в рамках акції Вісла село Гольцова належало до греко-католицької парафії Глудно, а Барич і Домарадз — до парафії Іздебки Динівського деканату.

## Сусідні гміни
Гміна Домарадз межує з такими гмінами: Березів, Блажова, Небилець, Нозджець, Ясениця-Росельна.